# Atractaspididae
Atractaspididae é uma família de répteis escamados da subordem Serpentes
As serpentes atractaspidídeas estão adaptadas a um modo de vida subterrânea, e apresentam corpo pequeno, cilíndrico e focinho pretuberante e projectado para a escavação. Os olhos são pequenos e reentrantes, a cabeça é indiferenciada e a cauda, grossa e curta, tem a ponta truncada. As escamas estão organizadas em cerca de 15 filas longitudinais.
Os atractaspidídeos têm presas projectadas para os lados (em vez de para baixo) e podem injectar o veneno na vítima sem abrir a boca, apenas com um golpe lateral da cabeça. O veneno dos atractaspidídeos é tóxico e eventualmente mortal para o Homem. 

## Géneros
- Amblyodipsas
- Aparallactus
- Atractaspis
- Brachyophis
- Chilorhinophis
- Elapotinus
- Hypoptophis
- Macrelaps
- Micrelaps
- Polemon
- Xenocalamus